# ريفو أركا غيري سويكاتنو
ريفو أركا غيري سويكاتنو (من مواليد 2-8-1975) باحث ورجل أعمال ومؤلف كتب وأحد مؤسسي ويكيبيديا الإندونيسية ويكيبيديا الجاوية.